# Прапор (Днепропетровская область)
Прапор (укр. Прапор, до 2016 года — Червоный Прапор ) — село,
Семеновский сельский совет,
Криничанский район,
Днепропетровская область,
Украина.
Код КОАТУУ — 1222086007. Население по переписи 2001 года составляло 93 человека.

## Географическое положение
Село Прапор находится на расстоянии в 1,5 км от сёл Семеновка и Подгорное.
По селу протекает пересыхающий ручей с запрудой.

## История
- В 2016 году село Червоный Прапор переименовано в Прапор.